# فرودگاه ام. آر. استفانیک
فرودگاه‌ام. آر. استفانیک (به انگلیسی: M. R. Štefánik Airport) (به زبان بومی: Letisko M. R. Štefánika) یک فرودگاه همگانی مسافربری با کد یاتا BTS است که یک باند فرود بتن دارد و طول باند آن ۲۹۰۰ متر است. این فرودگاه در شهر براتیسلاوا کشور اسلوواکی قرار دارد و در ارتفاع ۱۳۳ متری از سطح دریا واقع شده است.

## نگارخانه

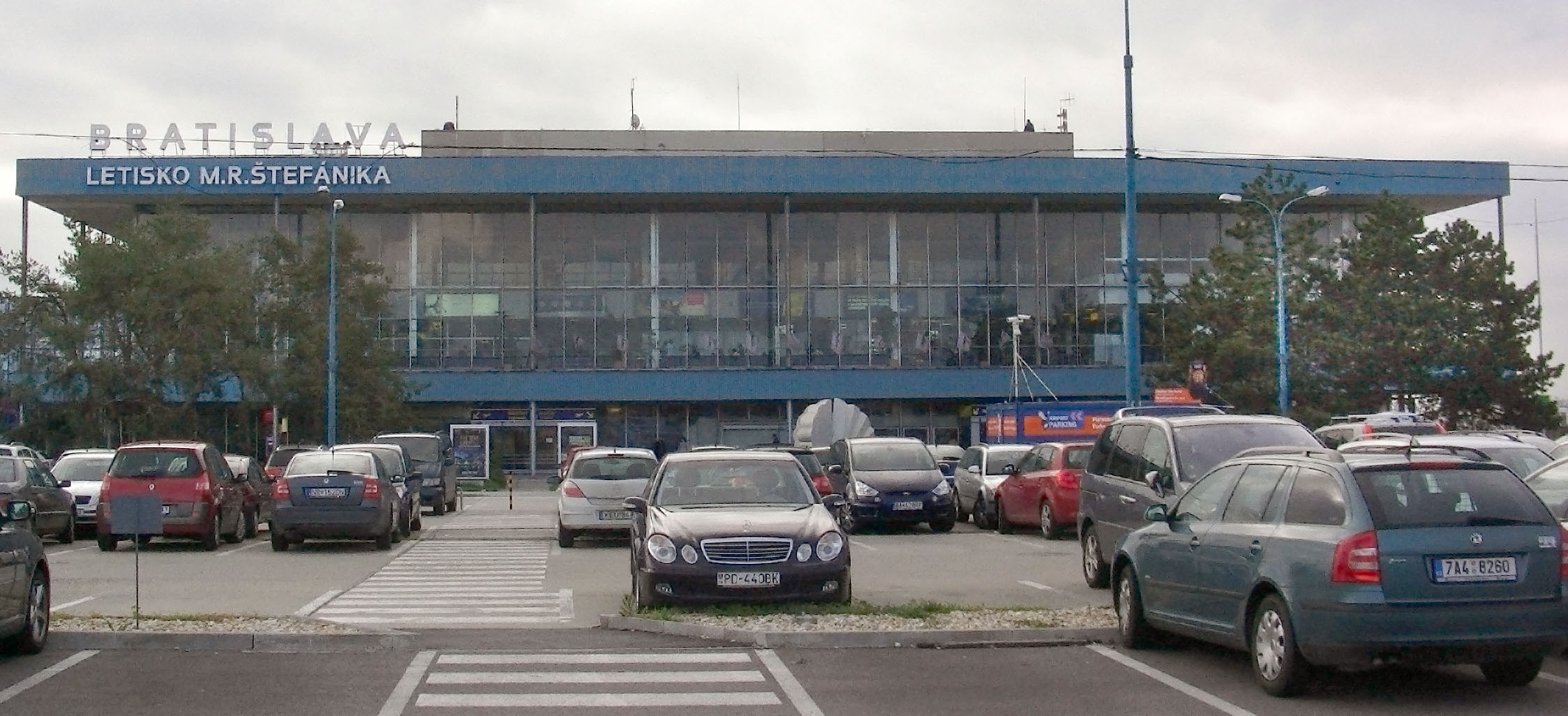
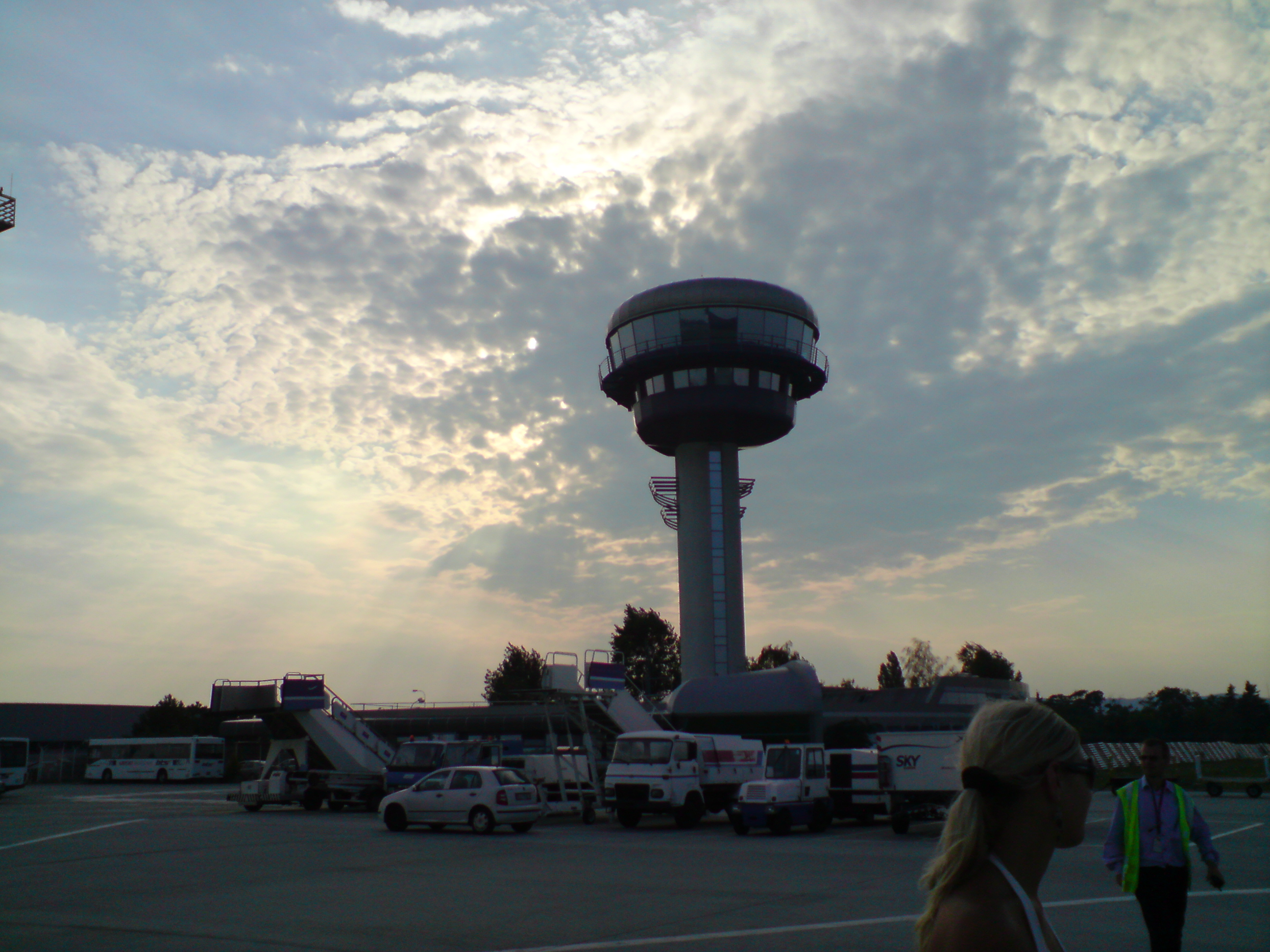
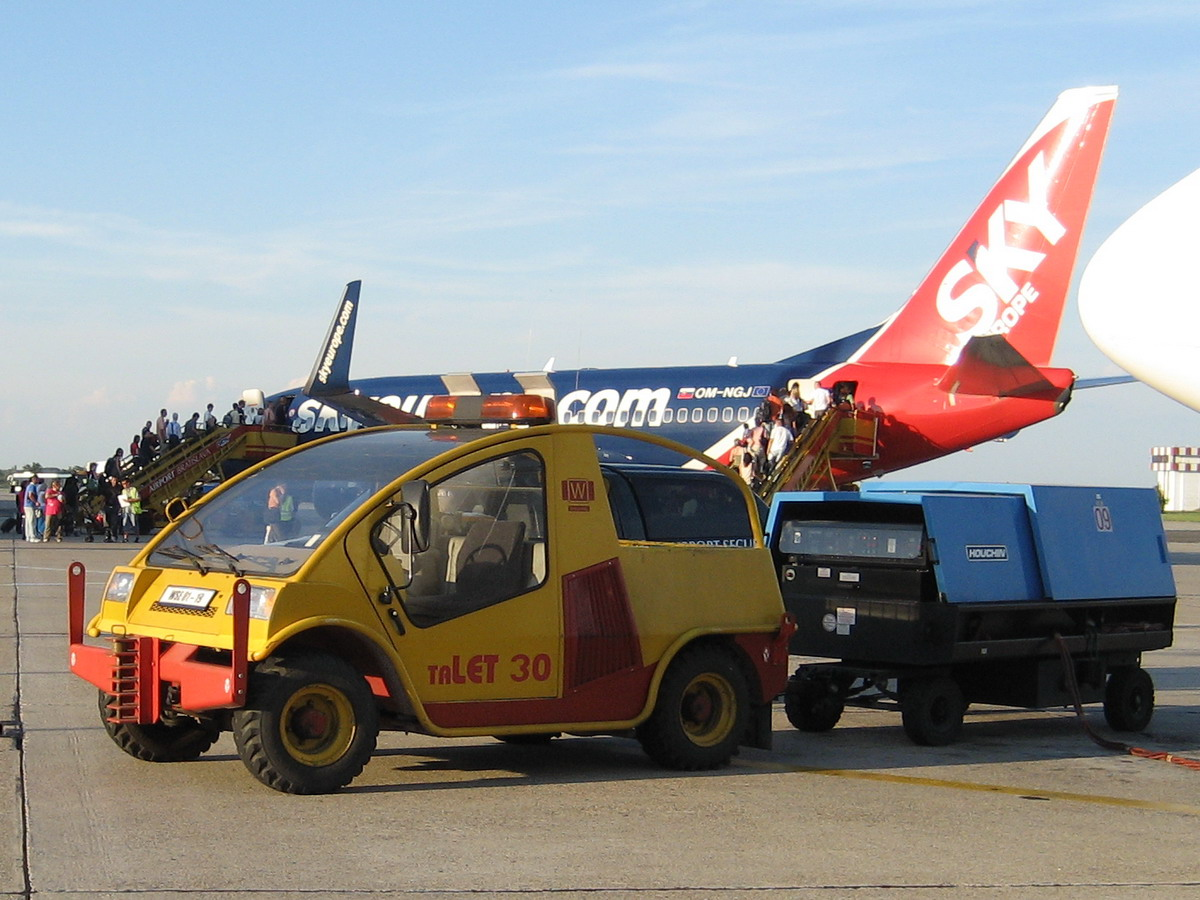
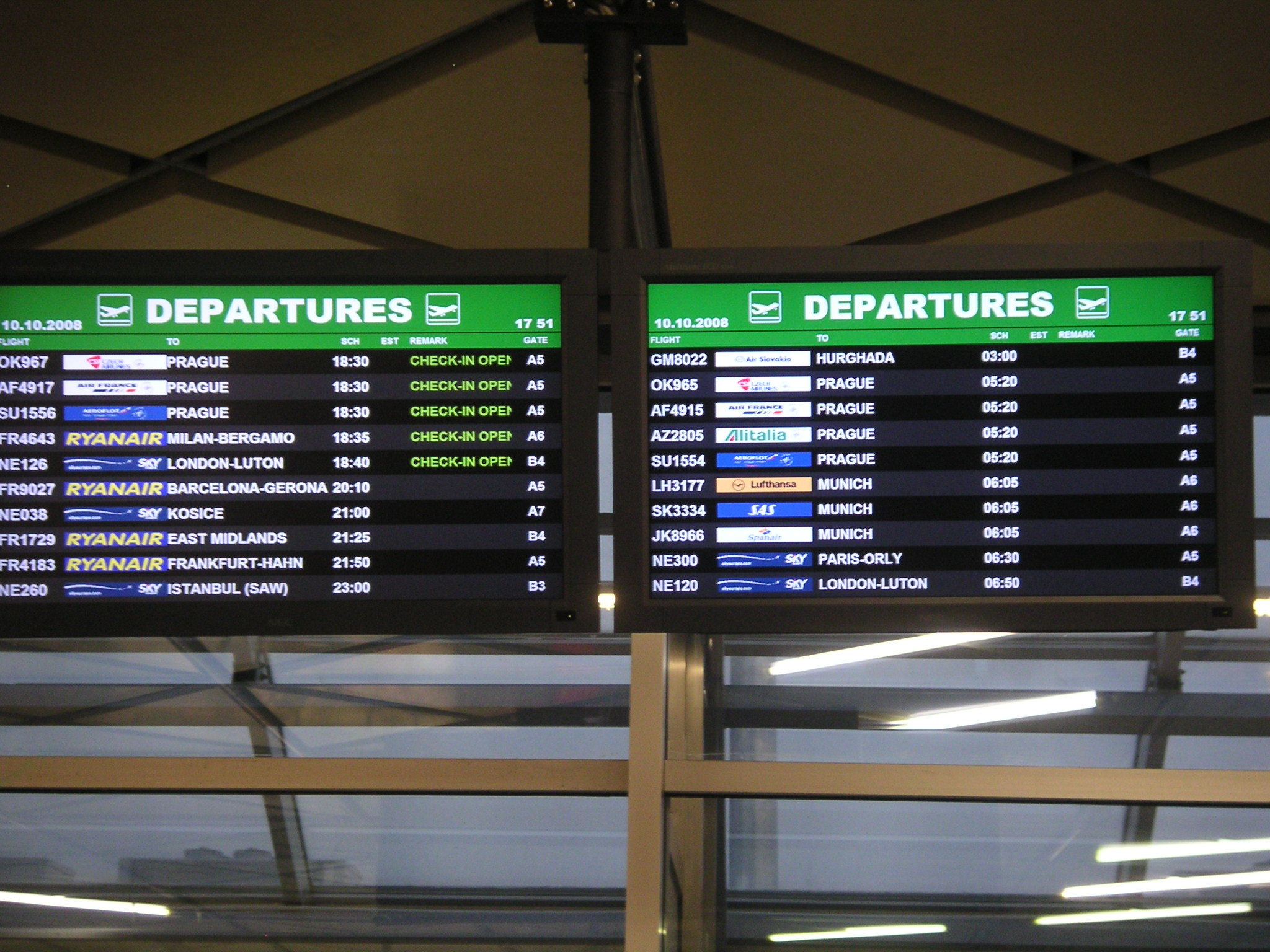

## شرکت‌های هواپیمایی و مقصدهای پروازی

### مسافری
The following airlines operate regular scheduled and charter flights to and from Bratislava:
| شرکت‌های هواپیمایی                 | مقصدهای پروازی |
| --------------------------------- | --- |
| ایر قاهره                         | غردقه فصلی: مرسی عالم چارتر فصلی: شرم‌الشیخ |
| ایر مالتا                         | چارتر فصلی: مالت |
| AMC Airlines                      | چارتر فصلی: غردقه |
| بلغاریا ایر                       | چارتر فصلی: وارنا |
| بلغارین ایر چارتر                 | چارتر فصلی: بورگاس |
| کرندون ایرلاینز                   | چارتر فصلی: آنتالیا |
| چک ایرلاینز                       | کوشیتسه، پراگ رازیون |
| الین‌ایر                           | چارتر فصلی: سالونیک |
| فلای‌دبی                           | دوبی |
| فری‌برد ایرلاینز                   | چارتر فصلی: آنتالیا |
| مونته‌نگرو ایرلاینز                | چارتر فصلی: پودگوریتسا |
| میسترال ایر                       | چارتر فصلی: کاتانیا-فونتاناروسا |
| پابیدا                            | ونوکووا |
| رایان‌ایر                          | آتن، اوریو آل سریو, برلین شونفلد، بیرمنگام، بلوونی گوگلیلمو مارکونی (آغاز از ۳۰ اکتبر ۲۰۱۷), بروکسل جنوب شرلروآ, دوبلین، ادینبرو، جیرونا-کاستا براوا، لیدز برادفورد، استانستد لندن، مادرید-باراخاس، منچستر، کنستانتین بزرگ در نیش، چمپینو، رم، سالونیک (آغاز از ۳ نوامبر ۲۰۱۷) فصلی: فرتیلیا، باووایس-تیلی, کورفو، عوودا، مالاگا، پالما د مایورکا، تراپانی-بیرجی |
| اسمارت‌وینگز اجرا توسط تراول سرویس | فصلی: بورگاس، کورفو، هراکلین، لامتزیا ترمه، لارناکا، مالاگا، منورکا، اولبیا - کاستا اسمرالدا، پالما د مایورکا، رود، بن گوریون، زاکینثوس |
| تراول سرویس                       | چارتر فصلی: آیاتچو – ناپلئون بنوپارت، آلیکانته-الچه، آلمریا، آنتالیا، رابیل، بورگاس، میلاس-بودروم، کگلیاری-الماس، کاتانیا-فونتاناروسا، کورفو، جیرونا-کاستا براوا، گرن کناریا، هراکلین، غردقه، عدنان مندرس، کالاماتا، ملی جزیره کارپتاس، کاوالا، جزیره کوس، لامتزیا ترمه، مرسی عالم، منورکا، منستیر – حبیب بورقیبه، اولبیا - کاستا اسمرالدا، انگادس، پالرمو، پالما د مایورکا، آراکسوس، ملی اکتیون، رود، امیلکر کبرل، صلاله، سالونیک، مادر ترزای تیرانا، وارنا، زاکینثوس |
| تیلویند ایرلاینز                  | چارتر فصلی: آنتالیا، ارجان |
| تونس ایر                          | چارتر فصلی: دیربا–زارزیس، منستیر – حبیب بورقیبه |
| ویز ایر                           | کلوژ-نپوکا، کیف ژولیانی، اسکندر کبیر اسکوپیه، صوفیه، توزلا (ends ۲۹ اکتبر ۲۰۱۷), شوپن ورشو |

### باری
| شرکت‌های هواپیمایی                                    | مقصدهای پروازی                          |
| ---------------------------------------------------- | --------------------------------------- |
| دی‌اچ‌ال اوییشن اجرا توسط کارگوایر                     | بروکسل                                  |
| دی‌اچ‌ال اوییشن اجرا توسط یوروپین ایر ترنسپورت لایپزیگ | لایپزیگ/هال                             |
| دی‌اچ‌ال اوییشن اجرا توسط آرای‌اف-اویا                  | بلگراد نیکولا تسلا، اسکندر کبیر اسکوپیه |